# SN 2012az
SN 2012az – supernowa typu Ia, odkryta 13 marca 2012 roku w galaktyce A030852+1718. W momencie odkrycia, miała maksymalną jasność 17,4m.